# Lichenopora verrucaria
Lichenopora verrucaria är en mossdjursart som först beskrevs av O. Fabricius 1780.  Lichenopora verrucaria ingår i släktet Lichenopora och familjen Lichenoporidae. Arten är reproducerande i Sverige. Inga underarter finns listade i Catalogue of Life.